# Маслов Олексій Федорович
Маслов Олексій Федорович (рос. Маслов Алексей Фёдорович; 23 вересня 1953 року, с. Панське, СРСР — 25 грудня 2022) — генерал запасу, головнокомандувач Сухопутних військ Збройних сил Росії з листопада 2004 року по серпень 2008 року, колишній військовий представник Росії при НАТО. Пройшов шлях від командира дивізії до головнокомандуючого всього за 5 років. Перший російський офіцер, який став головкомом, але ніколи не був командувачем військовим округом. Перший головком Сухопутних військ, який не був заступником міністра оборони.

## Біографія
Олексій Маслов народився 23 вересня 1953 року в селі Панське Совєтського району Курської області СРСР. У 1970 році був призваний до лав Радянської армії. У 1974 році закінчив Харківське вище танкове командне училище ім. Верхоної Ради УРСР, потім проходив службу в Прикарпатському військовому окрузі.
У 1984 році закінчив Військову академію бронетанкових військ імені Маршала Радянського Союзу Р. Я. Малиновського. У тому ж році призначений на посаду замкомполку, а у 1986 році на посаду командира полку, потім — заступника командира дивізії в Центральному угрупованні військ (Чехословаччина). У 1990 році Маслова перевели в Приволзько-Уральський військовий округ на посаду замкомдиву. Саме там в 1994 році він став командиром 15-ї гвардійської Мозирської танкової дивізії. У травні 1995 року отримав звання генерал-майора.
У 1998 році Маслов закінчив Військову академію Генштабу ЗС Росії і був призначений на посаду заступника командувача військами Забайкальського військового округу з бойової підготовки. Рік по тому він став начальником управління бойової підготовки Сибірського військового округу (утвореного в 1998 році шляхом злиття колишніх Забайкальського і Сибірського округів), в березні 2000 року — начальником штабу і першим заступником командувача 36-ю армією Сибірського військового округу. У 2001 році отримав звання генерал-лейтенант і став командиром 57-го армійського корпусу Сибірського ВО. У березні 2003 року призначений начальником штабу і першим заступником командувача військами Північно-Кавказького військового округу.
У червні 2004 року Маслову присвоєно звання генерал-полковника, а 5 листопада того ж року він був призначений головнокомандуючим Сухопутними військами, змінивши на цій посаді генерала армії Миколу Кормильцева. Маслов — перший офіцер в історії російської армії, який став головкомом, але ніколи не був командуювачем округом, перший головком Сухопутних військ, який не є заступником міністра оборони. Шлях від комдива до головнокомандуючого Маслов пройшов всього за 5 років (його попередникові на це було потрібно 13 років). Указом Президента Росії Путіна В. В. від 15 грудня 2006 року А. Ф. Маслов отримав військове звання генерал армії.
За деякими даними, Маслов зайняв ключову посаду в Міністерстві оборони завдяки тому, що активно підтримував главу військового відомства Сергія Іванова в проведені ним військові реформи. Ряд ЗМІ стверджує, що значну роль в кар'єрі Маслова зіграли особисті зв'язки, в тому числі і знайомство з Кормильцевим.
На початку серпня 2008 року Маслова на посту Головкома Сухопутних військ змінив командувач військами Приволзько-Уральського військового округу генерал армії Володимир Болдирєв. Тоді ж Маслов отримав призначення на пост головного військового представника Росії при НАТО.
У жовтні 2011 року звільнений з лав збройних сил.

## Скандали
На початку 2006 року Маслов очолив комісію Міноборони з розслідування надзвичайної події з Андрієм Сичовим, рядовим з роти забезпечення навчального процесу Челябінського танкового інституту. В результаті знущань з боку товаришів по службі Сичов позбувся ніг. Наприкінці березня 2006 року в ефірі програми «Вести недели» телеканалу «Росія» Маслов заявив, що Сичова ніхто не бив, а просто у нього було важке спадкове захворювання — тромбофілія. Головком фактично звинуватив представників Головної військової прокуратури у здійсненні тиску на свідків. У прокуратурі заяву Маслова назвали приватною думкою і коментувати відмовилися.

## Нагороди
- Орден «За заслуги перед Вітчизною» IV ступеня
- Орден «За службу Батьківщині в Збройних Силах СРСР» III ступеня
- Медалі

## Родина
Був одружений, мав двох дітей.